# Nina Bučinel
Nina Bučinel (* 13. Juli 1991 in Kranj) ist eine slowenische Naturbahnrodlerin. Sie startete ab der Saison 2006/2007 im Weltcup und ist eine der international erfolgreichsten Naturbahnrodlerinnen ihres Landes.

## Karriere
Nina Bučinel wohnt in Tržič und startet für den Rodelclub SAK Podljubelj. Im Februar 2006 nahm sie in Garmisch-Partenkirchen erstmals an einer Juniorenweltmeisterschaft teil und belegte den achten Platz von 18 Rodlerinnen. Seit der Saison 2006/2007 startet sie im Weltcup, wo sie drei Jahre lang die einzige Slowenin war. In ihren ersten beiden Weltcupjahren erzielte sie zumeist Platzierungen zwischen Rang elf und Rang 14, kam in der Saison 2006/2007 auf Platz 13 und in der Saison 2007/2008 auf Rang zwölf im Gesamtweltcup. Bei der Junioreneuropameisterschaft 2007 in St. Sebastian erreichte sie den fünften Platz, bei der Juniorenweltmeisterschaft 2008 in Latsch sowie der Junioreneuropameisterschaft 2009 in Longiarü aber nur Rang elf. 2007 startete sie im kanadischen Grande Prairie auch zum ersten Mal bei einer Weltmeisterschaft in der Allgemeinen Klasse, allerdings ohne großen Erfolg. Im Mannschaftswettbewerb kam sie zusammen mit Miha Meglič, Borut Kralj und Žiga Pagon auf den achten und letzten Platz, im Einsitzer wurde sie disqualifiziert.
Zu Beginn der Saison 2008/2009 gelang Nina Bučinel mit einem zehnten Platz in St. Sebastian ihr erstes Top-10-Ergebnis im Weltcup. Zwei weitere folgten am Ende des Winters, als sie in Nowouralsk die Plätze zehn und neun erzielte und damit im Gesamtweltcup den zehnten Platz erreichte – ihr bisher bestes Gesamtergebnis. Ihr bislang bestes Resultat in einem Weltcuprennen gelang ihr zu Beginn des nächsten Winters, als sie im ersten Rennen der Saison 2009/2010 in Nowouralsk den achten Platz erreichte. Im zweiten Rennen folgte ein zehnter Platz, danach kam sie aber nicht mehr in die Top 10 und sie fiel auf Rang 13 im Gesamtklassement zurück. Gute Erfolge gelangen ihr bei den Titelkämpfen der Jahre 2009 und 2010. Bei der Weltmeisterschaft 2009 in Moos in Passeier fuhr sie auf den elften Platz und bei der Europameisterschaft 2010 in St. Sebastian auf Rang acht. Damit erzielte sie jeweils die besten Platzierungen, die je eine slowenische oder jugoslawische Naturbahnrodlerin bei Welt- oder Europameisterschaften erreichte. Bei der Juniorenweltmeisterschaft 2010 in Deutschnofen verpasste sie als Vierte nur knapp die Medaillenränge.
Nach der Saison 2009/2010 nahm Bučinel bisher an keinen internationalen Wettkämpfen im Naturbahnrodeln mehr teil. Im Sommer startet sie aber weiterhin bei Wettkämpfen im Rollenrodeln. 2006, 2009 und 2010 gewann sie die Gesamtwertung des Austrian Rollenrodelcups in der Juniorenklasse.

## Erfolge

### Weltmeisterschaften
- Grande Prairie 2007: 8. Mannschaft
- Moos in Passeier 2009: 11. Einsitzer

### Europameisterschaften
- St. Sebastian 2010: 8. Einsitzer

### Juniorenweltmeisterschaften
- Garmisch-Partenkirchen 2006: 8. Einsitzer
- Latsch 2008: 11. Einsitzer
- Deutschnofen 2010: 4. Einsitzer

### Junioreneuropameisterschaften
- St. Sebastian 2007: 5. Einsitzer
- Longiarü 2009: 11. Einsitzer

### Weltcup
- Einmal unter den besten zehn im Gesamtweltcup
- Fünf Top-10-Platzierungen in Weltcuprennen